# Elmstead
Elmstead är en by och en civil parish i Tendring i Essex i England. Orten har 1 898 invånare (2001). Byn nämndes i Domedagsboken (Domesday Book) år 1086, och kallades då Almesteda / Elmesteda.